# Resolución 492 del Consejo de Seguridad de las Naciones Unidas
La resolución 492 del Consejo de Seguridad de las Naciones Unidas fue aprobada por unanimidad el 10 de noviembre de 1981, tras haber examinado la petición de Antigua y Barbuda para poder ser miembro de las Naciones Unidas. En esta resolución, el Consejo recomendó a la Asamblea General la aceptación de Antigua y Barbuda como miembro.